# خدرنق صلب
خدرنق صلب (الاسم العلمي: Cheiracanthium solidum) هو نوع من العنكبوتيات يتبع جنس الخدرنق من الفصيلة العناكب الكيسية.